# Lineus ramosus
Lineus ramosus är en djurart som tillhör fylumet slemmaskar, och som beskrevs av Isler 1900. Lineus ramosus ingår i släktet Lineus och familjen Lineidae. Inga underarter finns listade i Catalogue of Life.